# Krywuszi
Krywuszi (ukr. Кривуші) – wieś na Ukrainie, w obwodzie połtawskim, w rejonie krzemieńczuckim, w hromadzie Piszczane. W 2001 liczyła 1110 mieszkańców, spośród których 1041 wskazało jako ojczysty język ukraiński, 55 rosyjski, 3 białoruski, a 1 ormiański.